# Yacoub El Mansour
Yacoub El Mansour (arabiska: يعقوب املنصور) är ett arrondissement i Marockos huvudstad Rabat. Antalet invånare var 194 532 vid folkräkningen 2014.